# Мандираджа
Мандира́джа (индон. Kecamatan Mandiraja) — район в регентстве Банджарнегара, провинция Центральная Ява, Индонезия. Площадь 52,61 кв. км, население 65.813 жителей (2018, оценка).
В округе Мандираджа 16 деревень. Районный центр — деревня Меджараджакулен. На территории района имеются древние захоронения, в том числе Адипати Вирасеса, одного из потомков султана Агунга из Матарама.
Культура Мандираджи близка культуре жителей регентства Баньюмас, которая характерна для яванцев в целом, но имеет свои особенности. Характерны изделия из бамбука, батик тулис, циновки. Развито рыболовство. Из кухни славятся местный тофу (мендоан) и традиционный напиток эс догер (молоко с выжимкой кокоса, соком авокадо). В культуре танцы ленггер под аккомпанемент гамелана и эбег (в подражание всадникам).
Большинство жителей мусульмане (98 %), остальные католики, протестанты и приверженцы яванского мистицизма (кеджавен).